# 陳日新 (香港)
陳日新，MBE，JP（1919年8月21日—2007年7月27日），香港新界鄉紳，政治人物和商人，歷任全國政協委員（1988-1998）及港事顧問（1992-1997）、《香港基本法》諮詢委員會委員（1985-1988）、新界鄉議局主席（1962-1964；1968-1978）、屯門鄉事委員會主席（1954-1970）。
陳日新出生於新界屯門掃管笏村，早年就讀元朗鐘聲學校。1939年開始參與鄉事工作，逐漸獲得香港政府重用。1952年發起組織屯門鄉街坊辦事處，1953年成立鄉事委員會並擔任主席至1970年。自1960年代起，與張人龍成為新界兩位最顯赫的鄉紳。陳日新於50年代開始活躍於鄉議局，先於1955年至1957年第十二屆鄉議局擔任監察委員，在1957-1959年鄉議局分裂時，參與時任新界民政署長彭德倡議的官紳大會，提議恢復鄉議局，成為「恢復鄉議局委員會」的實際領袖。《鄉議局條例》於1959年實施，鄉議局正式成為香港法定機構之一，陳日新威信日高，於1962年當選為第15屆鄉議局主席（1962年至1964年）。1968年他再次擔任第18屆鄉議局主席，一直連任10年，擔任共5屆主席至1978年。在鄉議局服務期間，他著手促進新界的地方發展，為新界鄉民爭取權益。
此外，陳日新於1963年創辦屯門體育會。1967年動亂期間陳日新率先組織元朗七鄉民安促進會，維持當地治安。1969年與時任新界民政署長陸鼎堂合作創立新界扶輪社，並擔任創會會長。
1991年，陳日新與新界社團領袖創辦穩定香港協會，目的為維護中英聯合聲明和香港特別行政區基本法，促進及支持有利於穩定及繁榮香港之政治和經濟發展，維護香港的自由和法紀，使香港市民得以安居樂業；並團結與協會有共同目標的團體及人士，為香港社會利益作貢獻；及對影響香港穩定的言論和活動進行研究、剖析及發表意見。
陳氏多次獲港府和英廷嘉獎，當中包括在1953年獲英女皇加冕獎章，1962年奉委新界太平紳士，以及在1968年6月和2004年分別獲頒英帝國員佐勳章MBE勳銜和JP勳銜。
陳氏育有4子4女，長子飛龍，次子為耀華，三子定華，四子惠仁；長女飛鳳，次女飛燕，三女秀華，四女君頌。
陳日新於2007年7月27日在聖德肋撒醫院病逝，享年88歲。

## 生平

### 早年經歷
陳日新於1919年出生於屯門掃管笏村，後長居屯門麒麟圍，祖籍廣東寶安縣客家人，父親陳文達經營藥行和酒樓，母親黃群帶務農為生。陳氏早年就讀元朗鐘聲學校，繼而讀至中學畢業才投身社會。1949年大陸變色後，不少國軍將領逃到新界，陳日新在屯門新墟鹿苑酒店（仁愛堂現址）接濟了不少國府將領和官員。陳日新與蔡廷鍇（十九路軍將軍）亦有往來。1952年，陳日新獲邀到台灣陽明山的革命實踐研究院修讀政治，在此原因，陳與台灣的關係良好，亦獲國府先後委任為僑務委員會的僑務顧問及僑務委員。1960年代起，他創立的陳氏企業有限公司於新界興建大量商住樓宇，而嘉林邊發展有限公司則於九龍塘持有一些物業。

### 建設屯門
陳日新於1939年開始參與鄉事工作，並於戰後，陳日新召鄉紳重建屯門仁愛醫院，並於1952年發起組織屯門鄉街坊辦事處。1953年，理民府建議成立屯門鄉事委員會，陳日新擔任該會主席至1970年。
陳氏1950年代初開始經營青山美運農場，種植馬蹄（荸薺）銷往美國。他在屯門有不少投資，包括當時著名的園林酒家、和位於屯門新墟的鹿苑酒店（當時位於屯門新墟），皆為香港老一輩聚會和約會的聖地。於同期亦促成興建青山新墟通至青山寺之公路。
陳氏於1963年創辦屯門體育會，並於1969年與當時的新界民政署長陸鼎堂合作，創立新界扶輪社，並擔任創社社長。

### 鄉議局生涯
陳日新從1950年起即參與鄉議局事務，並於第十二屆鄉議局中擔任監察委員。1957至1959年鄉議局出現嚴重分裂，分為「荃灣派」與「元朗派」的分裂，前者為舊派，認為應按現行方法由各區自行選出鄉議局議員；後者為新派，主張鄉議局議員應由九百餘村代表，不分區直接選出
。 舊派指出不分區選出議員的做法不合常理，二十七鄉的代表難以互相認識，以不分區方式選舉乃是不可行。 結果選舉完結後，政府宣布不會承認鄉議局，更引發舊派十九鄉代表宣布退出鄉議局的危機。陳日新參與新界民政署長彭德倡議的官紳大會，提議恢復一個當時港英政府承認的鄉議局，而屏山鄉鄉事委員會主席鄧乃文則提議邀請四位太平紳士調解糾紛。最後，經過激烈討論後，與會者投票通過陳日新的提議，當即成立恢復鄉議局委員會。陳氏亦成為鄉議局委員會的實際領袖。
在翌年2月，政府邀新舊兩派會議，最終因舊派勢力龐大，在會上新派在選舉中選出的正副主席辭職。政府自此扶持以陳日新、何傳耀和張人龍等為首的親政府和支持發展新界的派別，令香港政府發展新界的計劃「開綠燈」。
鄉議局成為法定團體後，陳氏在局的影響力日增。1962年，陳日新被選為鄉議局第15屆主席。1967年，陳日新率先組織元朗鄉民安促進會，維持當地治安。翌年，他再次出任鄉議局主席，直至1978年為止。陳氏在任內積極與政府爭取提高鄉議局局地位，保障新界居民的土地權益，並決議加強鄉議局的代表性。

### 服務新界

#### 為颶風「溫黛」賑災籌款
1962年，颶風「溫黛」蹂躪新界後，作為新界最高民意諮詢機構的鄉議局，對風災的反應亦頗快，翌日主席陳日新召開緊急會議，成立了「風災急賑籌募委員會」。

#### 發展旅遊業
在1967年的鄉議局會議中，張人龍、陳日新和趙聿修均建議政府撥款發展新界旅遊業，並指新界的面積和風景皆優勝，各地亦有其特色物產，認為發展新界旅遊業能為旅客提供更佳的體驗。
在張人龍與其餘鄉紳的持續促請下，香港政府於1967年正式加緊發展新界旅遊業的步伐，例如香港旅遊協會在當時提出初步研究，認為可以開發西貢半島、大嶼山南部、新界西部及吐露港一帶為旅遊景點。但政府的想法，乃是開發遠離現有墟市的旅遊景點，並引入外來的資金開發休閒設施。這與當時的鄉民希望旅遊業能帶動就業機會，及善用鄉民土地的想法相反，令兩者需要更多時間商討。
1967年8月，政府決定成立工作小組專責處理發展新界旅遊業事宜。小組成員包括香港旅遊協會代表兩人、鄉議局代表三人、新界民政署代表一人、市政事務署代表一人，並由旅遊協會代表任主席。鄉議局提名關注此議題的張人龍、陳日新及周理炳為該局代表。

#### 促成制定丁屋政策
1971年，時任鄉議局主席的陳日新發起為新界村民爭取興建丁屋，使新界村屋問題有所突破，該年，鄉議局組成「新界鄉議局爭取新界人民合理權益特別委員會」，並決定於6月召集新界村代表集會，宣洩對政府新界土地政策的不滿，差不多近1000名村代表出席了集會。時任新界民政署長黎敦義顯得措手不及，形容集會為一個「鄉村起義」(village uprising)，又認為這個集會顯示了鄉議局的組織與動員能力。
以陳氏為首的局方有四項訴求：1) 放寬鄉村建屋限制；2) 政府收回土地英語合理賠償；3) 保護土地擁有權；4) 政府開始發展藍圖內土地前容許私人發展。這些都是《展拓香港界址專條》、《卜力安民告示》、《1902年新界則》等條約和法例所保障的居民權利或其精神的延伸。當時大埔理文官向新界民政署報告：由於鄉民空前團結，而且「鄉議局主席陳日新已經了解是新界居民與政府交涉的王牌 (trump card)」，因此政府必須作出讓步，不能在漠視鄉議局和村代表的要求。 黎敦義不為所動，至翌年3月，局方發起「每人一元」籌款活動，作為遊行經費。主席陳日新向記者估計約有一萬人參加，這數字在當時非常可觀，令政府不能忽視。局方對政府的具體要求除了放寬小型屋政策的限制與有關收地補償、換地補地價等問題外，亦要亦要求政府容許藍圖內土地的持有人可以改變土地的用途。
最後，港府讓步，鄉議局獲港督及行政局批准，於12月1日開始實施新界鄉村小型屋宇政策，俗稱「丁屋」。然而，丁屋政策多年來一直備受質疑，不單是原居民不時在申請過程中受阻，非原居民亦對原居民的這項「特權」虎視眈眈。有指當日陳日新和黎敦義以新界人口日增，居住狀況惡劣為由提出合理使用土地方案，以改善新界居民的居住條件。若然如此，丁屋政策只屬權宜之策(interim measure)， 並非永續的權益。

#### 建議設立賽狗場
1967年鄉議局的一次常務會議中，以陳日新牽頭的一眾委員在會上提出在新界開設賽狗場，以促進新界地方經濟、旅遊發展及發展新界群眾福利。 作為支持本港開始賽狗場的第一人，他表示：「賽馬與賽狗同具賭博性質，並無多大分別」，但有人認為到賭狗是賭博，博馬則未有批評。他說：「本港人口將達四百萬，只有那些高貴人士有資格擠入馬場去娛樂，而中下層人士極難有充裕的經濟能力進入馬場消遣，這是本港社會「人為不平」的事實。如果有了狗場，對中下層人士，就可以給他們消遣。舉例如英國的賽馬場，僅是皇室及高尚人士的娛樂，蔡狗場則為一般勞工大眾尋求娛樂的地方，皇室及高尚人士是不去狗場娛樂的，這就是有錢階級，經濟消費不同之故。所以，馬場與狗場能普遍使各階層人士投其所好去娛樂，可說是平等的。本港目前有人認為賽狗不應合法，其實賭狗之風，幾已滲透各階層，無孔不鑽，助長貪污之風⋯⋯而許多報章，也發載賽狗消息，電台、電視也有狗經節目編播，這究竟應作為娛樂宣傳，抑或賭博宣傳呢？政府的立法與執法者，幾無能力遏止賭狗之風，復不能把賽狗轉害為益，試問對社會人士，怎能交代？新界的發展與繁榮，當然要促進，旅遊事業配合賽狗娛樂，成為一個新的關鍵，也可利用賽狗稅益作為福利建設，雖然政府現有獎券收益辦福利，但難以達成新界民眾的需求。
此提其後亦於無線電視作激烈辯論，陳氏為其中一位辯論者。然而此建議遭不少鄉民極力反對，指嚴重影響農村風氣。由於反對者眾，且引起多方爭辯，最終於1969年正式撤銷建議。

### 香港事務：提出將中文列為官方語言
早於1967年，陳日新已在鄉議局常務會議中提出，建議政府將中文列為官方語言。他提出的理由有三個，首先香港的納稅人絕大部分是中國人；其次新界民政署及新界區議會的公文往來及會議一向採用中文，更能表達原意及情緒；最後他提出新界的百萬鄉民、各鄉事機構和理民府都是以中文作公文往來及進行會議，更能表達原意及情緒。翌年專上學生成立委員會向政府爭取中文合法化，其實陳日新乃中文運動的鼻祖。

### 六七暴動

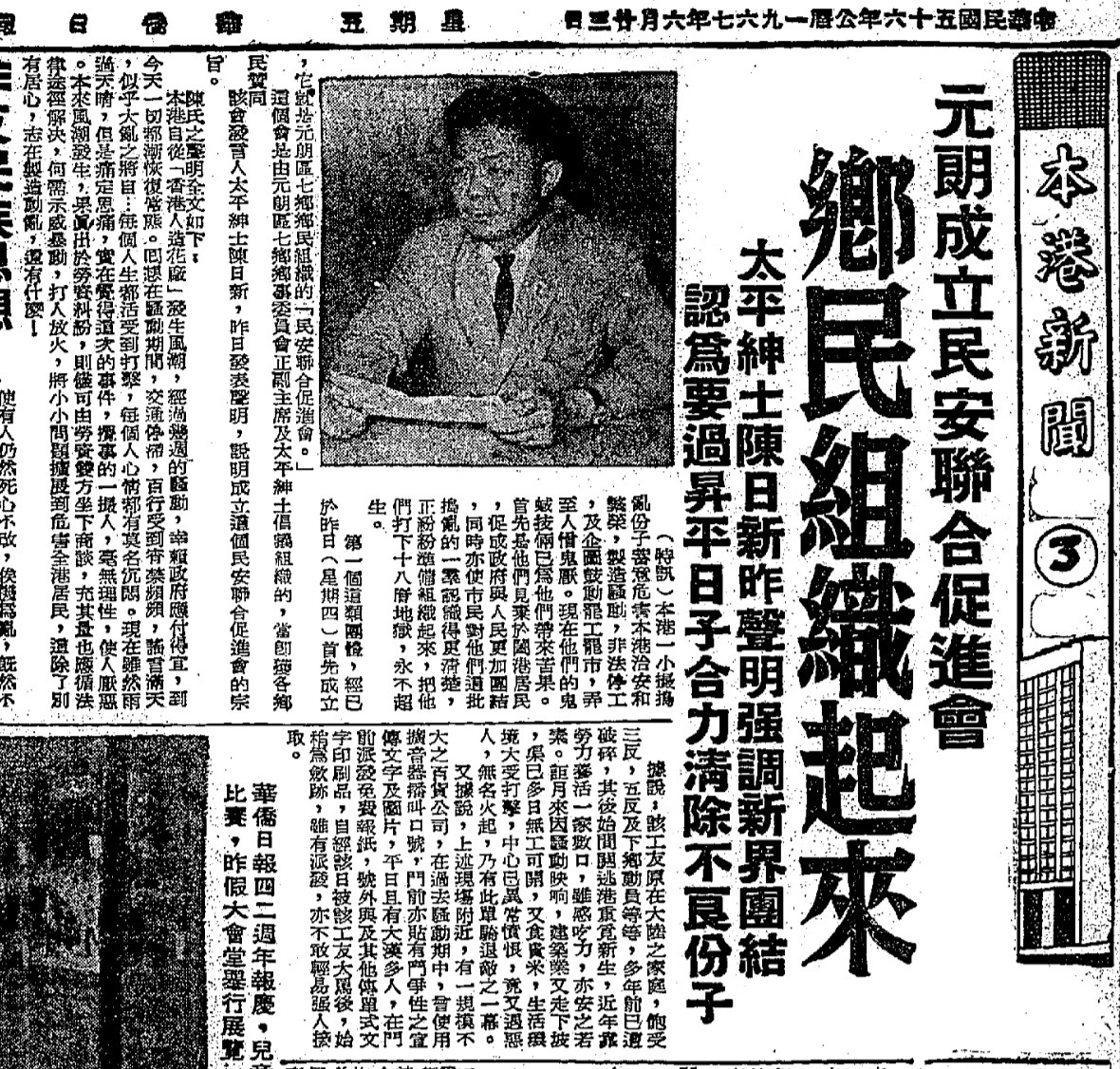
《華僑日報》在1967年6月23日報導新界鄉議局前主席陳日新發表一份立場強硬的聲明譴責利用工潮蓄意發起騷亂的香港左派團體，強調新界鄉民要組織起來支持港府平息動亂，不讓左派份子到新界滋事

新界於港英政府而言，是一個冷戰緩衝區。 1966年，文化大革命開始，中國陷入激烈的政治運動。1967年5月間，香港局勢不穩，新蒲崗香港人造花廠的一場工潮在香港左派團體介入下演變為大規模騷亂。為維持新界居民的安定生活，鄉議局面雖然對香港政府在土地及政制問題上可有怨言，但依然決定支持香港政府。當時，大多數鄉議局醫院界支持港英政府鎮壓騷亂，同年6月，香港的騷亂情況繼續惡化，同月22日，陳日新率先組織元朗鄉民安促進會，協助港府維持當地治安。其任務包括協助維持法紀、維持民食穩定供應及報道地方真實情況等。同月27日，鄉議局各鄉事委員會「為因應當前時局所需，作居安思危，有備無患之計」，議決仿效陳氏於各區成立民安促進會（Public Security Advancement Association），協助維持新界秩序。據薛鳳旋教授的分析，這奠定了陳氏在新界事務上的顯赫地位。1971年時任主席陳日新於每年的英女皇壽辰檢閱駐新界英軍。
1967年7月，左派份子在新界發起的騷亂也越趨嚴重，7月12日，大埔鄉事委員會遭炸彈襲擊；8月左派報紙刊登要對付的「漢奸」名單，警方亦從左派組織的據點起出一份懷疑暗殺名單，其中包括鄉議局主席彭富華的名字。當時鄉議局的議員都獲發配左輪手槍以供自衛之用，而力挺港英政府陳氏亦不例外，除配備手槍之外，政府還派保鑣保護他。
騷亂期間，由於在英港人與當地居民關係不睦，港英政府於1968年1月安排鄉議局代表陳日新、彭富華、張人龍等由政務主任楊啟彥陪同訪英，除了解在英港人的生活外，亦「告知他們有關香港目前的真實狀況，同事矯正他們對香港情況的任何錯誤觀感」，言語間暗示此行的目的除了關注在英華人的情況外，更希望撫平他們與當地居民的關係。

### 爭取新界權益

#### 爭取新界權益及提倡新界議會
經過六七暴動一役後，鄉議局明顯希望借六七暴動中的功勞向政府要求更大的權力。1969年5月，陳日新和支持擴大鄉議局權力的議員，再次提出成立一個新界議會，主張利用鄉議局以相對民主的制度，成員由鄉議局議員中選出，以求盡量代表更多新界居民，將鄉議局擴大成新界議會，以保護村民的土地權益和參與政府在新界的施政，及擁有地方財政與行政的權力，亦可監察民政署及理民府的工作。不過，仍有議員擔心政府會控制官方議會，而且認為居民可能會轉向新議會求助，影響鄉議局地位。陳日新則表示成立新界議會可迫使政府改善施政，而且新議會將擁有「維護新界原居民權益的權力」。

### 參與香港前途問題

#### 為中英談判獻計
1983年中、英就香港前途進行談判期間，陳日新與時任鄉議局主席劉皇發等組織「新界鄉紳代表團」訪京，並向全國人大常委會副委員長廖承志遞交5份意見書，內容圍繞港人對前途的祈望，及表示在解決香港問題上以維持繁榮和安定為依歸。陳日新在意見書中表明中國統一是中國人的渴望，盼中國在收回香港的主權後，具體的做法能富有靈活性。1985年，鄉議局通過成立基本法關注小組，由陳日新出任召集人，收集新界居民及海外華僑對制訂基本法的意見。
三人於《維持香港繁榮和安定的意見》道：
…余等於一九八三年一月十二日在北京會見中國人大常務委員會副委員長廖承志先生時，廖先生亦曾表示如英國交回香港領土主權，其他問題在平等互利的基礎上是可以商量的，他並著余等對中、英、港三方面之共同利益多作努力，並催英國方面早日商談，拖下去局勢不明朗，對香港無好處…
我們相信如果英國早日承認將香港領土主權交回中國，其他一切問題…是可以商談解決的。例如英國可利用行將於一九九七年滿期之新界后海灣土地與中國廣東省深圳特區合作設國際機場，中英兩國便可由此訂立有年期性使用的國際機場條約，從而解決香港前途，由國際機場建設之帶動，可以解決廣東省深圳與香港間之海上交通、陸上交通及電訊等，使香港之繁榮擴展至深圳經濟特區，此屬中英兩國維持香港繁榮和安定的一個良好辦法。
1990年代，陳日新獲委任為全國政協委員及港事顧問，香港特區預委會和籌委會委員。

### 創辦穩定香港協會
1991年，陳日新與新界社團領袖創辦穩定香港協會(The Federation for the Stability of Hong Kong)，目的為維護中英聯合聲明和香港特別行政區基本法，促進及支持有利於穩定及繁榮香港之政治和經濟發展，維護香港的自由和法紀，使香港市民得以安居樂業；並團結與協會有共同目標的團體及人士，為香港社會利益作貢獻；及對影響香港穩定的言論和活動進行研究、剖析及發表意見。穩定香港協會及後更與香港華人革新協會，新香港聯盟合撰《從英皇制誥及皇室訓令與基本法比較香港現行與未來的政治體制》為香港過去與未來作深刻的學術探討。
據鄺智文教授分析：「當時左派批評他為民族敗類，不過在中英談判後陳日新亦成為北京的座上客。而關於陳日新有份創立的政團，穩定香港協會。則在九十年代時就香港政制發表意見書，積極支持一國兩制發展，當中強調港英時期的憲制上的獨裁性，襯托特區及基本法的更廣泛代表性及民主性質。」
陳日新為首屆主席。協會最終於2010年解散。

### 經濟發展

#### 興建鹿苑酒店
鹿苑酒店（現鹿苑街，仁愛堂現址）由陳氏於1951年夏季創立，當中提及營業力求大眾化，房間租金低廉。同時更指出：「1952年，店方復劃地一部分，興建長城電影院一所，選映名片，為青山區二十餘村圍居民娛樂消遣之良好去處。」酒店為當時新界青山三大市郊酒店之一，其餘二大，大概是青山酒店和容龍別墅。鹿苑設備齊全，包括遊艇湖、釣魚湖、兒童遊樂場和球場，同時設有15間房間，並有中西美食、茶舞雅座。

#### 發展龍珠島
陳日新19歲繼承父業，抗日戰爭勝利後便着手籌劃創立自己的事業。1951年，他在新墟街市附近開辦鹿苑酒店；1962年發現位於青山公路外側海上一個名為「琵琶洲」的荒島，便向廣東信託商業銀行貸款200萬元開拓荒島。
然而開發的過程並不順利，1965年發生銀行擠提，廣東信託商業銀行最終倒閉，破產管理處提出把琵琶洲拍賣抵債；其後於1967年爆發暴動，讓資金緊絀的陳日新更雪上加霜。幸而1967年底法庭判陳日新勝訴，不用拍賣琵琶洲。翌年香港經濟好轉，陳日新籌得一筆資金恢復島上工程。1970年龍珠島酒店開業。1971年，一座3層高酒店落成，陳日新將琵琶洲易名為龍珠島，並將酒店命名為龍珠島酒店。
1973年，擁有整個龍珠島的「龍珠島發展有限公司」曾於遠東交易所及金銀證券交易所上市 ，當時估值約2700萬元。1975年他入稟高院，控告警務處長拒絕發賭博牌予龍珠島俱樂部。法官以警務處長沒有充分理由拒絕發出一使會員可以玩麻雀、天九之賭博牌予一私人會所，因而判陳日新得直。然而，翌年陳日新就申請賭博牌再次被拒入稟高院，法官以會員範圍太廣泛為由，判陳日新敗訴。根據公司註冊處資料，該公司已於2005年6月4日解散。

#### 獻計開發愉景灣
愉景灣的發展商香港興業，並非現時的大股東查濟民家族，而是商人王永祥。1966年中國爆發文化大革命，香港恐防大陸不再供應牛隻，王永祥於是選址在偏遠的愉景灣開牛場「大興牛房」，並從澳洲輸入牛隻。1970年代初，王永祥以輪船接載陳日新到愉景灣視察地皮，陳更協助王找律師、測量師，並建議牛房發展為大型的高爾夫球場度假村，王永祥因此成立香港興業。
後來因為澳洲牛場虧蝕，加上王永祥的本業航運業不景氣，王永祥將香港興業的股份抵押套現。77年王永祥未能償還到期貸款，被債權銀行莫斯科納羅尼銀行追債$3300萬元，並隨時沒收愉景灣地皮。當時正值中國與蘇聯冷戰時期，港英政府亦不欲見蘇聯勢力在港伸展，故時任港澳辦主任的廖承志便着《大公報》社長費彝民，致電正在歐洲度假的查濟民。查濟民外父是常州紡織大王劉國鈞，是廖承志的統戰對象，雙方關係稔熟。查濟民收到電話後，回港以$3000萬港元贖回香港興業股份。
查濟民接手發展愉景灣，為香港興業帶來$80億巨利。

#### 助田家炳設廠
1958年，時任屯門鄉事會主席的陳日新，將名下一幅約31萬方呎(約2.9萬方米)的海灘地售予回港重操舊業的田家炳。地皮原呎價$2，由於陳日新賞識田家炳，決定全力相助，以低價每呎$0.9出讓予田以填海造地的方式設立「田氏塑膠廠」。1967年田家炳的事業鞏固後，他幫助田在元朗屏山橋頭圍購入另一幅工業地，花約9個月建成「田氏化工有限公司」，專門生產塑膠薄膜及人造皮革，造就田家炳日後成為「人造皮革大王」。
屯門買地填海建廠。卜內門洋行珍惜田家炳的決心，積極給予支持，介紹香港政府田土廳官員，協助尋找廠地。田家炳起初選址新界大埔林村，後因交通和消防問題放棄。田家炳多番覓地未果，輾轉得鄉事委員會主席陳日新支持，在屯門買地、填海、建廠，得陳日新打通各部門關係，進度理想。田家炳來港後2至3個月，經香港中華廠商聯合會副會長認識陳日新，副會長在屯門開波子廠。塑料廠需地甚廣，市區工業地價高，呎價50元。屯門地皮原屬陳日新，買地前政府已批准轉為工業地，原呎價2元，後以9毫成交，買入30萬呎。陳日新和田家炳肝膽相交，陳日新賞識田家炳，全力相助，而賣地收入對陳日新事業幫助亦大。填海用泥來自大興紗廠附近某間已結業的磗廠。填海工程迅速，田家炳30萬呎廠房全來自填海，後來向政府交回5萬呎。

#### 興建啟德遊樂場
位於新蒲崗彩虹道旁，地皮面積龐大，1962年由陳日新、何傳耀和程振球合組的公司投得，年租$107萬。陳日新更專程到日本洽購遊樂場器材。啟德遊樂場於1965年1月31日開幕，開業時宣傳口號是「千萬元機動遊戲，傲視東南亞」，以新穎和刺激的機動遊戲作招徠，當中架空火箭和過山車等均令人難忘。
香港多部電影及劇集均在此取景，如1965年的《看牛仔出城》、1975年的《第一次》及1978年的《大亨》等，為當時熱門拍拖勝地之一。然而因為政府收取過高地租，加上遊樂場鄰近新蒲崗工廠區空氣質素欠佳，最終入不敷支，至1982年4月正式關閉。

#### 成立亞洲證券交易所遭港府否決
踏入1970年代，香港出現股市熱，港股牛氣沖天，1969年至1972年間有三間證券交易所開業，陳日新亦有意在金融市場大展拳腳，在1973年1月註冊成立「亞洲証券交易所」，並於1973年2月11日就任交易所主席，準備在2月19日開業。然而，由於香港此時有四間交易所同時運作，監管困難的各種問題日益浮現，財政司夏鼎基表示不會承認今後開設的新證券交易所，並且在2月20日宣佈將於28日向立法會提出緊急法案《証券交易所管制條例》，制止未經當局認可的交易所成立。陳日新在報章上抨擊政府意圖壓制其交易所的開設，指責政府進行殖民地壓迫政策以對付合法商人，同時揚言他擁有全新界的人民支持，「我會經營這間交易所，而沒有人能阻止我。」可惜事與願遺，該條例於3月1日成為法律。未幾香港發生下跌幅度超過90%的七三股災，部分上市公司如在九龍證券交易所上市的香港天線更在股災前已經跌停，其後清盤，港府及社會輿論均認為1969年起三間新交易所開業，交易所之間出現惡性競爭，大批素質參差的公司也紛紛上市，大量市民也在股市熱下投身炒股，是這場股災的原因之一，所以社會輿論大多同意限制交易所的數量及進行整合，並促成當時四間交易所組成香港聯合交易所。

#### YKK屯門拉鍊廠開幕活動
1978年，陳日新參加了在屯門以7000萬港元興建的YKK(吉田工業株式會社)拉鍊廠的開幕禮。該工廠由公司創辦人及社長吉田忠雄(Tadao Yoshida)主持開幕。陳日新與當時的新界政務司鍾逸傑爵士、日本駐港總領事野田英二郎等重要人物一同出席了這一重要活動。YKK佔全球拉鍊市場超過四成，並在全球有超過100家工廠。香港的YKK拉鍊廠不僅展示了陳日新在商業領域的貢獻，也反映了他在促進香港工業發展上的影響力。

### 公益事務

#### 創辦仁愛堂
由陳日新、劉皇發和鍾逸傑發起創辦，原為屯門青山鄉的宗族善堂，自30年代開始建立中醫診所，贈醫施藥，展開救貧賑災的工作，1977年正式註冊為非牟利慈善團體，以「匡老扶幼、興學育才、助弱保康、關社睦鄰」為宗旨，為市民提供福利、教育、醫療、康體等服務。

#### 籌組新界扶輪社
1969年，有見新界已由農村逐漸蛻變成衛星城市，加上香港島、九龍人口日增，土地面積有限，日後必會遷往新界，然而新界在社會服務及福利方面仍十分落後，國際扶輪3450區(本區)為配合社會需要，決定創立新界扶輪社，由陳日新擔任創社社長。籌委會於1969年9月2日召開第一次會議，同年11月15日舉行授證典禮，正式成立新界扶輪社。1971年陳日新建議新界行政當局撥地建公園以供市民休憩，公園於1978年春落成，名為「扶輪公園」，至2004年正式落成扶輪公園自然教育徑。

### 晚年經歷
陳日新於90年代逐漸退隱，然而於2002年至2006期間曾多次自掏腰包，在報章上刊登廣告講述政見，題材包括台灣問題、一國兩制、政制改革及全民普選問題等，亦曾向當時的行政長官提交兩份政治意見書。
陳氏於2007年7月27日壽終於聖德肋撒醫院，享年87歲。其遺體安葬於屯門青山麒麟圍墓園。

### 眾人評價
曾任職新界多年的陳瑞璋認為陳日新是個「領袖人物」。
前新界扶輪社社長盧志忠認為「陳日新為人思維縝密，略帶傲氣，惟十分關注新界事務，更為之勞碌一生」。
何君堯最崇拜陳日新的風範，具有大無畏、大愛主義，他自己家境富裕，在其他方面也很有成就，對新界原居民來說，他是予多於取，有大智和大領袖的風範。
據何君堯所述，陳日新擔任鄉議局主席期間，看中了當時僅二十出頭的劉皇發，認為他為人老實有為，二十多歲當上了屯門龍鼓灘村的村長，就招攬劉皇發當其助理。劉皇發後來成為新界鄉事派中的重要人物。

### 足跡

#### 新發邨
屯門首個公共屋邨新發邨於1971年落成，乃屯門區內首個公共屋邨，本名為青山邨，其後因配合政府將青山區更名為屯門區而易名為新發邨。「新」是指新界鄉議局前主席、時任屯門鄉事會委員會主席陳日新；「發」則是指時任屯門鄉事委員會副主席劉皇發，政府為表揚二人對新界的貢獻而以二人之名字為屋邨命名。新發邨現已拆卸，原址位於屯門新市鎮中部，即現港鐵屯門站旁V City，鄰近屯門市中心和屯門公園。

#### 舊鄉議局大樓
會址位於九龍塘金巴倫道47號，1970年獲理民府批准撥地興建，1979年進行大禮堂奠基儀式。2005年，鄉議局獲政府通過私人協約方式，以象徵式1,000元地價撥出沙田石門市地段547段（沙田城門河畔小瀝源安睦街地段）一幅地皮興建新會址，於2011年入伙，同年鄉議局九龍塘舊大樓項目招標出售。

#### 嘉道理亭與陳日新
嘉道理亭是一座於1977年啟用的涼亭，作為新界鄉議局對嘉道理家族長期對新界社區的支持的象徵。陳日新於啟用典禮上發表了講話，表達了對嘉道理家族的認可與感謝。該涼亭不僅代表了當地的歷史和文化，也見證了嘉道理家族與新界社區之間的深厚關係。

## 榮譽
1953年，陳日新獲頒授英女王加冕獎章，1962年8月被任命為太平紳士，1968年獲頒授大英帝國員佐勳章。

## 個人生活
陳日新育有4子4女，長子飛龍，次子為耀華，三子定華，四子惠仁；長女飛鳳，次女飛燕，三女秀華，四女君頌。
著名新界鄉紳何新權律師為何君堯的叔父，是新界鄉議局前主席陳日新的妹夫。

## 備註
1. ↑  第一批，於1992年3月11日獲聘請